# Choose France
Pour les articles homonymes, voir Sommet de Versailles.
Choose France (littéralement de l'anglais, « Choisissez la France ») est un sommet créé en 2018 par Emmanuel Macron, président de la République française. Le sommet accueille les dirigeants de grandes entreprises étrangères pour les convaincre d'investir en France.
Six éditions se sont déjà déroulées, avec des investissements étrangers et la création d'emplois en France annoncés à la clé de chaque édition.

## Objectif
Le sommet Choose France a pour objectif de présenter aux grandes entreprises d'envergure internationale les réformes menées pour stimuler l'activité économique de la France. De plus, il met en avant l'importance des investissements internationaux pour favoriser la croissance, l'innovation et l'emploi dans toute la France.

## Historique
Le sommet Choose France est initié par Emmanuel Macron en 2018, et les trois premières éditions se tiennent en janvier juste avant le Forum économique mondial à Davos. Puis, à la suite de la pandémie de Covid-19, la date de Choose France est décalée avec deux rendez-vous en 2022, dont le premier en distanciel. Les sommets se tiennent au château de Versailles. 
La première édition de Choose France a eu lieu le 20 janvier 2018, avec 140 entreprises. 3,5 milliards d'investissements et 2 200 emplois sont prévus avec des multinationales comme Toyota, Google, SAP, Novartis, General Mills ou Facebook.
La deuxième édition a eu le 21 janvier 2019. 547 millions d'euros d'investissements sont annoncés. La troisième édition a eu lieu le 20 janvier 2020,. La quatrième édition a eu lieu le 28 juin 2021. La cinquième édition s'est tenue en juillet 2022, avec 180 entreprises. 14 d'entre elles s'engagent pour 6,7 milliards d'euros d'investissement et la création de 4 000 emplois en France,. 
Lors de la sixième édition en mai 2023,, 200 dirigeants d'entreprise se réunissent et annoncent 13 milliards d'euros d'investissement et la création de 8 000 emplois. Lors de ce sommet, Emmanuel Macron décide de subventionner une implantation de la société taïwanaise ProLogium à hauteur de 1,5 milliard d'euros. Cette société doit construire une gigafactory de batteries solides pour des voitures électriques, à Dunkerque, avec une ouverture envisagée pour 2027.
Dans une étude détaillée de 2024, le magazine L'Usine nouvelle fait le point[source secondaire souhaitée] : lors des six premières éditions de l'événement, 122 projets d’investissements étrangers ont été annoncés pour un montant cumulé de 31,9 milliards d’euros. Même si très peu ont été abandonnés, seuls 27 d’entre eux concernent l’implantation de nouveaux sites industriels ou de centres de recherche et développement, alors que tous les autres concernent surtout des extensions. Fédéric Gouis in L'Union du 14 mai 2024[source insuffisante] prend l'exemple de Valeco qui investirait 230 millions d'euros d'ici fin 2026 dans le dossier de presse Choose France 2024, mais celui-ci reprend la somme annoncée depuis 2019 Valeco n'annonce aucune nouvelle somme depuis 2019.

## Campagne de communication
À l'approche des Jeux olympiques 2024, une campagne média est déployée en novembre 2023 dans cinq pays prioritaires (Allemagne, Canada, Émirats arabes unis, États-Unis et Inde) ainsi qu’en France.
Elle a pour but de générer de la préférence et de la considération auprès d’un public de décideurs et opérateurs économiques. Elle permet également d’alimenter les marques filles thématiques (ChooseFrance, TasteFrance, ExploreFrance, PartnerWithFrance, ExperienceFrance).
La campagne média d’affichage est visible dans des carrefours médias à forte influence : aéroports, quartiers d’affaires de métropoles internationales, sur des emprises diplomatiques de la France à l’étranger et dans la presse internationale.

## Questions posées

### En matière de souveraineté
Les investissements massifs des fournisseurs de cloud américains lors du sommet 2024 posent la question de savoir si l'on peut conjuguer la souveraineté technologique – dont la souveraineté des données fait partie – et les investissements étrangers dans le cloud computing (informatique en nuage). La question a été posée par le Club de la Data Protection à plusieurs spécialistes (entreprises du secteur, association professionnelle, experts technico-juridiques) en réaction à l'investissement massif de Microsoft dans l'extension de ses centres de données parisien et marseillais et l'ouverture d'une nouvelle région dans l'agglomération de Mulhouse. Thomas Fauré, président et fondateur de Whaller, entreprise éditrice d'une plateforme collaborative sécurisée, s'offusque de la priorité ainsi donnée aux GAFAM.

### En matière création d'emplois
Les 15 milliards d'euros d’investissements étrangers du sommet Choose France 2024 devraient créer environ 10 000 emplois, selon les chiffres annoncés.